# Gaston Milhaud
Gaston Milhaud (Nîmes, 10 augustus 1858 - Parijs, 1 oktober 1918) was een Frans filosoof, wiskundige en wetenschapshistoricus. Van oorsprong wiskundige, ging hij zich in zijn later leven bezighouden met wetenschapsfilosofie. Onder invloed van Paul Tannery  focuste hij zich vooral op het ontstaan van de wiskunde en wetenschap bij de oude Grieken. Pas later ging hij zich ook bezighouden met de moderne wetenschappen.
In zijn wetenschapsfilosofie verwierp hij zowel het empirisme als het positivisme en pleitte voor een vorm van spiritualisme, waarin de intuïtie aan de basis ligt van alle menselijke concepten. Geïnspireerd op Émile Boutroux verwierp hij elke vorm van sciëntisme en stelde, juist zoals auteurs als Henri Poincaré, Pierre Duhem en Édouard Le Roy, dat het spirituele cruciaal stond in de wetenschapsgeschiedenis. In die zin zit er ook altijd een vorm van contingentie in de constructie van wetenschappelijke theorieën. Milhauds denken kan verder getypeerd worden als een vorm van conventionalisme en neokantianisme.
Aan de Sorbonne creëerde hij de eerste leerstoel in de "geschiedenis van de filosofie en haar relatie tot de wetenschappen", een positie die later door onder meer Abel Rey, Gaston Bachelard en Georges Canguilhem werd bekleed.